# Poekilocerus calotropidis
Poekilocerus calotropidis är en insektsart som beskrevs av Karsch 1888. Poekilocerus calotropidis ingår i släktet Poekilocerus och familjen Pyrgomorphidae. Inga underarter finns listade i Catalogue of Life.